# Воробьёв, Владимир Александрович (спортсмен)
Владимир Александрович Воробьёв (15 мая 1949 — 31 марта 2012, Кстово, Нижегородская область, Российская Федерация) — советский спортсмен и тренер по настольному теннису, заслуженный тренер РСФСР.

## Биография
Являлся мастером спорта СССР. Его высшее достижение — шестое место в личных соревнованих на чемпионате СССР. Более 10 лет возглавлял юношескую сборную СССР по настольному теннису. Работал в Госкомспорте СССР, с 1991 года — в Институте физкультуры в качестве преподавателя.
Член президиума федерации настольного тенниса России, заместитель председателя тренерского совета сборной команды СССР.